# Dotzè Doctor
El Dotzè Doctor és la dotzena encarnació del protagonista de la sèrie britànica de ciència-ficció de la BBC Doctor Who. És interpretat per Peter Capaldi, després de la marxa de Matt Smith com l'Onzè Doctor en l'especial nadalenc de 2013. Capaldi ja havia aparegut anteriorment en la sèrie interpretant a Lucius Caecilius Iucundus en l'episodi de la quarta temporada moderna Els focs de Pompeia, i havia interpretat el buròcrata John Frobisher en Els nens de la Terra, en l'spin-off Torchwood.
Capaldi fa la seva primera aparició com el Doctor en l'especial nadalenc de 2013. L'acompanyarà en la futura vuitena temporada moderna de 2014 l'última acompanyant de l'Onzè Doctor, Clara Oswald (Jenna Coleman).
En la narrativa de la sèrie, el Doctor és un alienígena de segles d'edat, de la raça dels senyors del temps del planeta Gallifrey, que viatja pel temps i l'espai en el seu TARDIS, sovint amb acompanyants. Quan el Doctor és ferit mortalment, pot regenerar el seu cos, però en fer-ho guanya una nova aparença física i amb ella, una nova personalitat distintiva.